# Điều ước Ái Hồn

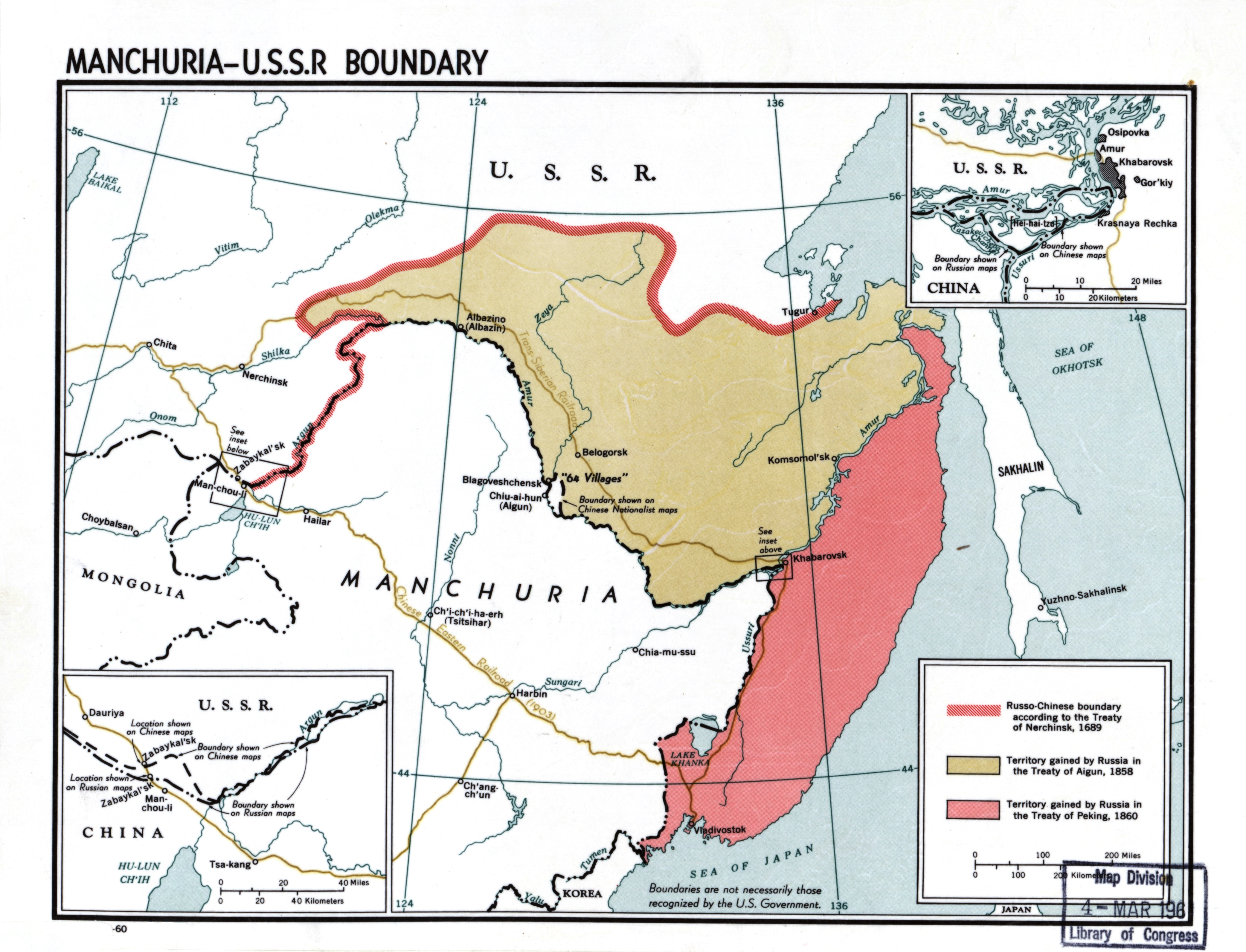
Những thay đổi trong biên giới của Nga - Trung trong thế kỷ 17-19

Điều ước Ái Hồn hay Điều ước Aigun (giản thể: 瑷珲条约; phồn thể: 璦琿條約; Hán-Việt: Ái Hồn điều ước; bính âm: Àihún Tiáoyuē, tiếng Nga: Айгунский договор) là một hiệp ước 1858 giữa Đế quốc Nga và Đế quốc Thanh, thiết lập phần lớn biên giới hiện đại giữa Viễn Đông của Nga và Mãn Châu (quê hương của những người Mãn Châu và triều đại nhà Thanh), mà ngày nay được gọi là Đông Bắc Trung Quốc. Điều ước này đảo ngược quy định của Điều ước Nerchinsk (năm 1689) bởi quy định chuyển khu vực đất giữa các dãy núi Stanovoy và sông Amur từ nhà Thanh sang cho Đế quốc Nga. Nga đã nhận được hơn 600.000 km² đất từ Trung Quốc.

## Bối cảnh
Kể từ thế kỷ 18, Nga đã mong muốn trở thành một cường quốc hải quân ở Thái Bình Dương. Nga đã thực hiện điều này bằng cách thiết lập các tiền đồn hải quân gần lưu vực sông Amur, khuyến khích dân Nga đến định cư, và dần triển khai hiện diện quân sự mạnh mẽ trong khu vực. Trung Quốc chưa bao giờ thực sự cai trị khu vực này, do đó việc người Nga tiến vào khu vực đã không được phía Trung Quốc chú ý.
Từ 1850 đến 1864, triều đình Trung Quốc đã phải chống chọi với quân Thái Bình Thiên Quốc, và Toàn quyền Viễn Đông Nikolay Muraviev đã cắm hàng chục doanh trại với nhiều binh lính trên biên giới với Mông Cổ và Mãn Châu, chuẩn bị để thực hiện việc kiểm soát de facto (trên thực tế) hợp pháp của Nga đối với Amur từ khu định cư trong quá khứ. Muraviev nắm lấy cơ hội khi nó xuất hiện rõ ràng rằng phía Trung Quốc đã thua trong cuộc chiến tranh Nha phiến thứ hai, và đe dọa chiến tranh với Trung Quốc trên một mặt trận thứ hai. Nhà Thanh đã chấp nhận đàm phán với Nga..

## Đàm phán và ký kết
Các cuộc đàm phán diễn ra căng thẳng và kéo dài sáu ngày, lực lượng Nga liên tục bắn đạn súng thần công và đe dọa trục xuất người dân địa phương. Đại diện Nga là Nikolay Muravyov và đại diện nhà Thanh Ái Tân Giác La Dịch Sơn, cả hai đều là thống đốc quân sự của khu vực này, đã cùng ký kết hiệp ước này vào 28 tháng 5 năm 1858, ở Ái Hồn.

## Kết quả
Điều ước đã thiết lập một đường biên giới giữa đế quốc Nga và Trung Quốc dọc theo sông Amur, vượt xuống phía nam so với biên giới trước khi ký điều ước. Theo các điều khoản của điều ước này:
1. Nga đã đoạt được tả ngạn của sông Amur vốn đã được giao cho Trung Quốc nhờ kết quả của Điều ước Nerchinsk năm 1689. (Cư dân người Mãn tại sáu mươi bốn làng phía đông của sông Hắc Long Giang được phép ở lại, dưới quyền tài phán của chính phủ Mãn Châu). Các sông Amur, Tùng Hoa, Ussuri đã được mở riêng cho cả tàu của Trung Quốc và Nga. Lãnh thổ bao quanh ở phía tây bởi Ussuri, phía bắc bởi Amur, phía đông và phía nam bởi biển Nhật Bản được đồng quản lý bởi Nga và Trung Quốc, một sự sắp xếp "chế độ quản lý chung" tương tự như mà người Anh và người Mỹ đã thoả thuận cho Lãnh thổ Oregon trong Hiệp ước 1818 [2] (Nga giành quyền kiểm soát duy nhất đối với vùng đất này hai năm sau đó).[4] Tính cả phần mất mát vùng đất này nữa, Trung Quốc trên thực tế đã bị mất hơn một triệu cây số vuông lãnh thổ.
2. Những cư dân dọc theo các con sông Amur, Sungari, và Ussuri được phép giao thương.
3. Người Nga sẽ giữ lại các văn bản tiếng Nga và tiếng Mãn còn người Trung Quốc sẽ giữ lại bản bằng tiếng Mãn và tiếng Mông Cổ.
4. Tất cả các hạn chế thương mại được hủy bỏ dọc theo biên giới.

Hoàng đế Hàm Phong xem điều ước này là một cách câu giờ trước khi một hiệp ước khác "đối phó với người Nga kiên quyết hơn", nhưng cơ hội như vậy đã không bao giờ đến. Trên thực tế, Nga đã trở lại Trung Quốc trong tháng 11 năm 1860 và yêu cầu quyền sở hữu duy nhất đối với vùng lãnh thổ mà hai bên cùng quản lý, lập ra vùng Primorsky, dẫn đến việc chặn đường ra biển Nhật Bản của Trung Quốc. Trung Quốc đã không công nhận điều ước bất bình đẳng này nhưng sau đó cũng buộc phải xác nhận trong Điều ước Bắc Kinh.